# Berlare
Berlare là một đô thị ở tỉnh Oost-Vlaanderen. Đô thị này bao gồm các thị xã Berlare, Overmere và Uitbergen. Tại thời điểm ngày 1 tháng 1 năm  2006 Berlare có tổng dân số 14.092 người. Tổng diện tích là 37,82 km² với mật độ dân số là 373 người trên mỗi km². Thị trưởng hiện tại của Berlare là Karel De Gucht, thuộc đảng tự do VLD.

## Dân địa phương nổi tiếng
- Fred De Bruyne, cu rơ
- Karel De Gucht, nhà chính trị